# Wilhelm Dommes
Ne doit pas être confondu avec Wilhelm von Dommes.
Wilhelm Dommes, né le 16 avril 1907 à Buchberg dans l'arrondissement de Berent (de), en province de Prusse-Occidentale et mort le 23 janvier 1990 à Hanovre, est un officier de marine allemand, commandant de sous-marin pendant la Seconde Guerre mondiale.

## Carrière
Entré dans la marine allemande en 1933, il sert à bord du croiseur de bataille Scharnhorst de janvier 1939 à mars 1940. Il fréquente ensuite la 2.UAA (U-Fahrausbildungslehrgang) d'avril 1940 à septembre 1940, avant d'être Kommandantenschule à la 24. Unterseebootsflottille, au cours duquel il s’entraîne en mer à bord de l'U-4 de septembre 1940 à janvier 1941, suivi par l'U-96 de janvier à avril 1941.
En vue de devenir commandant de sous-marin, il est Baubelehrung de février 1941 à avril 1941. Il s'agit d'un terme utilisé pour informer l’équipage d’un navire de guerre pendant les dernières étapes de la construction et la mise en place de la technologie du nouveau navire[Quoi ?]. Il reçoit ainsi le commandement de l'U-431 le 5 avril 1941. Dommes effectue deux patrouilles dans l'océan Atlantique où il rencontre peu de succès, coulant un cargo britannique le 2 octobre. À compter du 1er janvier 1942, il opère en Méditerranée. Durant cette période, il effectue huit patrouilles de guerre pour un total de 12 087 tonneaux coulés. Dommes est décoré de la croix de chevalier de la croix de fer le 2 décembre 1942 (135e de la Kriegsmarine, 71e de la Ubootewaffe), à la suite de sa 10e patrouille où il envoie par le fond les destroyers HMS Martin et HNLMS Isaac Sweers les 10 et 13 novembre 1942.
Il cède le commandement de l'U-Boot à l'Oberleutnant zur See Dietrich Schöneboom le 6 janvier 1943 et devient « 2/Adm des U-Boote » du 22 février 1943 au 25 novembre 1943. Il prend celui de l'U-178 à compter du 22 février, l'un des rares à être déployé dans l'océan Indien au cours duquel les forces allemandes et japonaises ont combattu ensemble au cours de la seule période de la guerre. Il effectue une patrouille de 153 jours au large de l'Afrique du Sud et dans le canal du Mozambique, continuant d'améliorer son palmarès de tonnage coulés.
Affecté au sein de la 12. Unterseebootsflottille de novembre 1943 à janvier 1944, Dommes est basé à la station navale japonaise de Penang de janvier à février 1944. Il devient ainsi le premier commandant de la base de Penang de mars à décembre 1944. Officier supérieur à la base de Singapour il est Commandant des U-Boote du Sud-est Asiatique de janvier 1945 à la fin de la guerre. Lors de cette période, il est promu Fregattenkapitän le 30 janvier 1945. Prisonnier de guerre à la capitulation, Dommes est libéré le 1er octobre 1947.

## Succès

### Navires attaqués
En tant que commandant des U-431 et U-178, Wilhelm Dommes est crédité du naufrage de huit navires marchands pour un total de 40 103 tonneaux, d'un navire de guerre auxiliaire de 313 tonneaux, deux navires de guerre de 3 548 tonneaux. Il endommagea également un navire marchand de 3 560 tonneaux et un navire de guerre de 450 tonneaux.
| Date             | U-boot | Navire             | Nationalité                | Tonnage | Fait      |
| ---------------- | ------ | ------------------ | -------------------------- | ------- | --------- |
| 2 octobre 1941   | U-431  | Hatasu             | Royaume-Uni                | 3 198   | Coulé     |
| 13 décembre 1941 | U-431  | Myriel             | Royaume-Uni                | 3 560   | Endommagé |
| 29 janvier 1942  | U-431  | HMS Sotra          | Royal Navy                 | 313     | Coulé     |
| 20 mai 1942      | U-431  | Eocene             | Royaume-Uni                | 4 216   | Coulé     |
| 15 juin 1942     | U-431  | HMS LCT-119        | Royal Navy                 | 450     | Endommagé |
| 10 novembre 1942 | U-431  | HMS Martin         | Royal Navy                 | 1 920   | Coulé     |
| 13 novembre 1942 | U-431  | HNLMS Isaac Sweers | Marine royale néerlandaise | 1 628   | Coulé     |
| 1er juin 1943    | U-178  | Salabangka         | Pays-Bas                   | 6 586   | Coulé     |
| 4 juillet 1943   | U-178  | Breiviken          | Norvège                    | 2 669   | Coulé     |
| 4 juillet 1943   | U-178  | Michael Livanos    | Grèce                      | 4 774   | Coulé     |
| 11 juillet 1943  | U-178  | Mary Livanos       | Grèce                      | 4 771   | Coulé     |
| 14 juillet 1943  | U-178  | Robert Bacon       | États-Unis                 | 7 197   | Coulé     |
| 17 juillet 1943  | U-178  | City of Canton     | Royaume-Uni                | 6 692   | Coulé     |

### Récompenses et décorations
- Médaille de service de longue durée de la Wehrmacht, 3e classe (23 janvier 1937)[9]
- Médaille des Sudètes (6 septembre 1940)
- Croix de fer (1939)
  - 2e classe (29 novembre 1939)
  - 1re classe (10 février 1942)
- Insigne de combat des U-Boote (1939) (10 février 1942)
- Medaglia di bronzo al Valore Militare (en) (27 juillet 1942)
- Milagare d'Argento al Valor Militare (29 mai 1943)[10]
- Croix de chevalier de la croix de fer le 2 décembre 1942 en tant que Kapitänleutnant et commandant de l'U-431 [11],[12]
- Croix du Mérite de guerre avec épées
  - 2e classe (30 janvier 1945)
  - 1re classe (20 avril 1945)
- Agrafe de combat au front des U-Boote (5 mars 1945)